# Mnemosyne vegensis
Mnemosyne vegensis är en insektsart som beskrevs av Van Stalle 1987. Mnemosyne vegensis ingår i släktet Mnemosyne och familjen kilstritar.
Artens utbredningsområde är Dominikanska republiken. Inga underarter finns listade i Catalogue of Life.